# Husband Edward Kimmel
Husband Edward Kimmel (Henderson, Kentucky, 1882. február 26. – Groton, Connecticut, 1968. május 14.) amerikai tengernagy, az Egyesült Államok Flottájának, valamint a Csendes-óceáni Flottának a főparancsnoka Pearl Harbor megtámadásakor, 1941. december 7-én.

## Élete
Husband E. Kimmel a Kentucky állambeli Hendersonban született 1882. február 26-án. 1904-ben fejezte be az Amerikai Egyesült Államok Haditengerészeti Akadémiáját. A USS New York (BB–34) csatahajón szolgált.
Miután 1937-ben kinevezték ellentengernagynak, a 7. Cirkálóosztály parancsnoka (Commander, Cruiser Division Seven - 
COMCRUDIV 7) lett, zászlóshajója a USS San Francisco (CA-38) nehézcirkáló volt.
1941 februárjában az Egyesült Államok Flottája (United States Fleet) főparancsnokává (Commander in Chief, United States Fleet - CINCUS), egyszersmind a Csendes-óceáni Flotta főparancsnokává (Commander in Chief of the U.S. Pacific Fleet - CINCPACFLT) nevezték ki, egyúttal ideiglenesen tengernagyi rendfokozatot is kapott. Az Egyesült Államok Flottájának főparancsnoki tisztsége csak akkor jelentett tényleges rendelkezési jogot mindhárom amerikai flotta, azaz a Csendes-óceáni Flotta mellett az Atlanti Flotta (US Atlantic Fleet) és az Ázsiai Flotta (US Asiatic Fleet) felett is, ha azok háború esetén egyesülnének, és egy kötelékben működnének.
A Pearl Harbor elleni japán támadás után, 1941. december 17-én Walter Short tábornokkal együtt leváltották, utóda Chester Nimitz lett a Csendes-óceáni Flotta élén. Vizsgálatot indítottak ellene. 1942 januárjában felelősnek találták őt a súlyos veszteségekért, rangban ellentengernaggyá visszavetették, 1942 márciusában nyugdíjazták. Kimmel a vizsgálat ideje alatt és élete hátralévő részében mindig azt mondta, hogy nem kapta meg a kellő mértékű tájékoztatást, valamint bűnbakot csináltak belőle.
A lefokozott Kimmel a háborúban alig szerepelt. Kezdetben a Wake-szigetet erősítette és onnan folytatott hadműveleteket a Japán elleni háború kezdeti szakaszában. 1942-ben nyugdíjba ment, a második világháború végeztével pedig egy katonai vállalat alkalmazásában állt. Fia Manning Kimmel tengeralattjáró kapitányként harcolt a Csendes-óceánon. 1944-ben hajóját elsüllyesztették a japánok Palawan mellett és ő maga is meghalt.

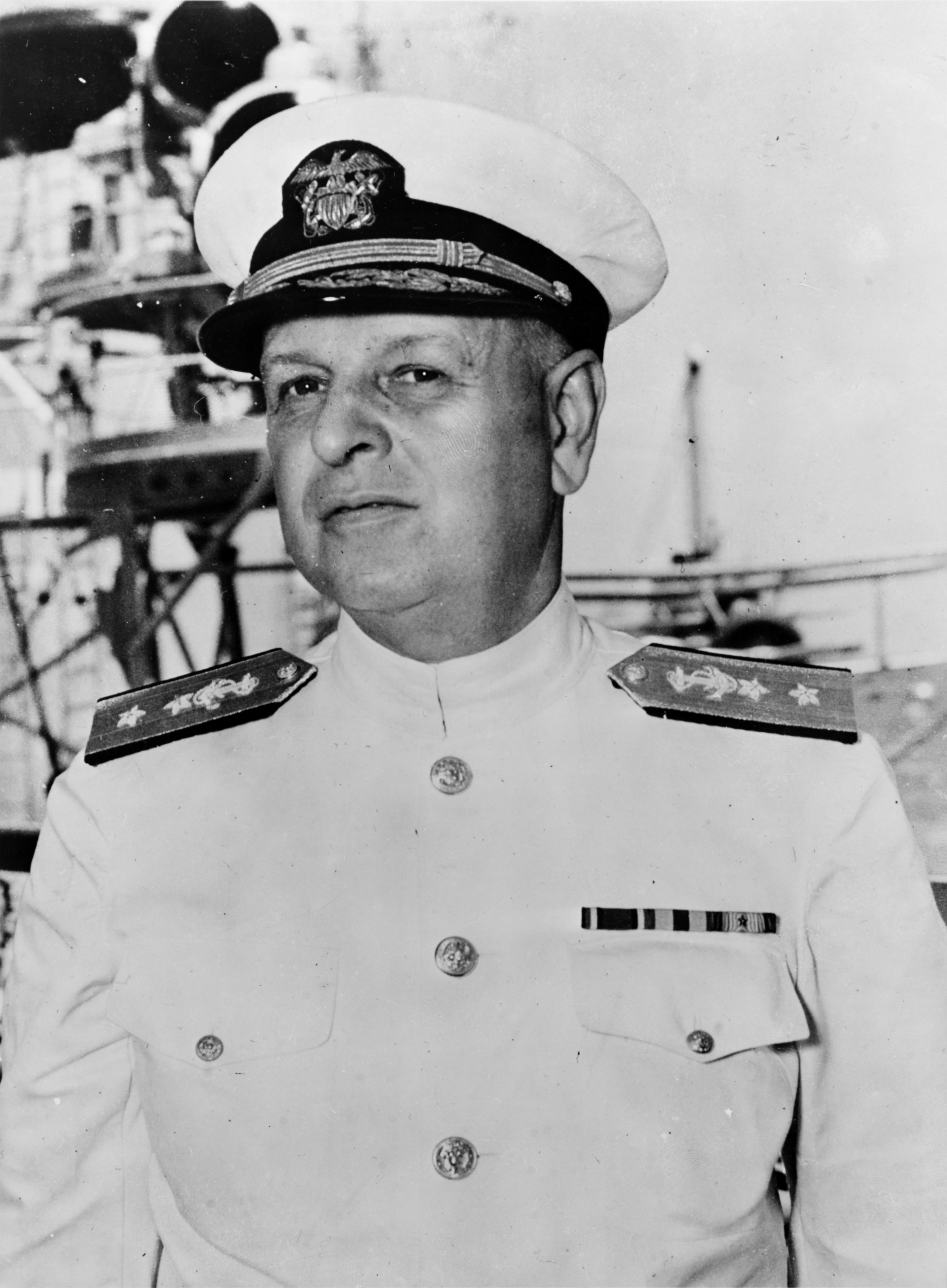
Husband E. Kimmel 1939-ben, ellentengernagykét, zászlóshajója, a USS San Francisco (CA-38) nehézcirkáló fedélzetén.
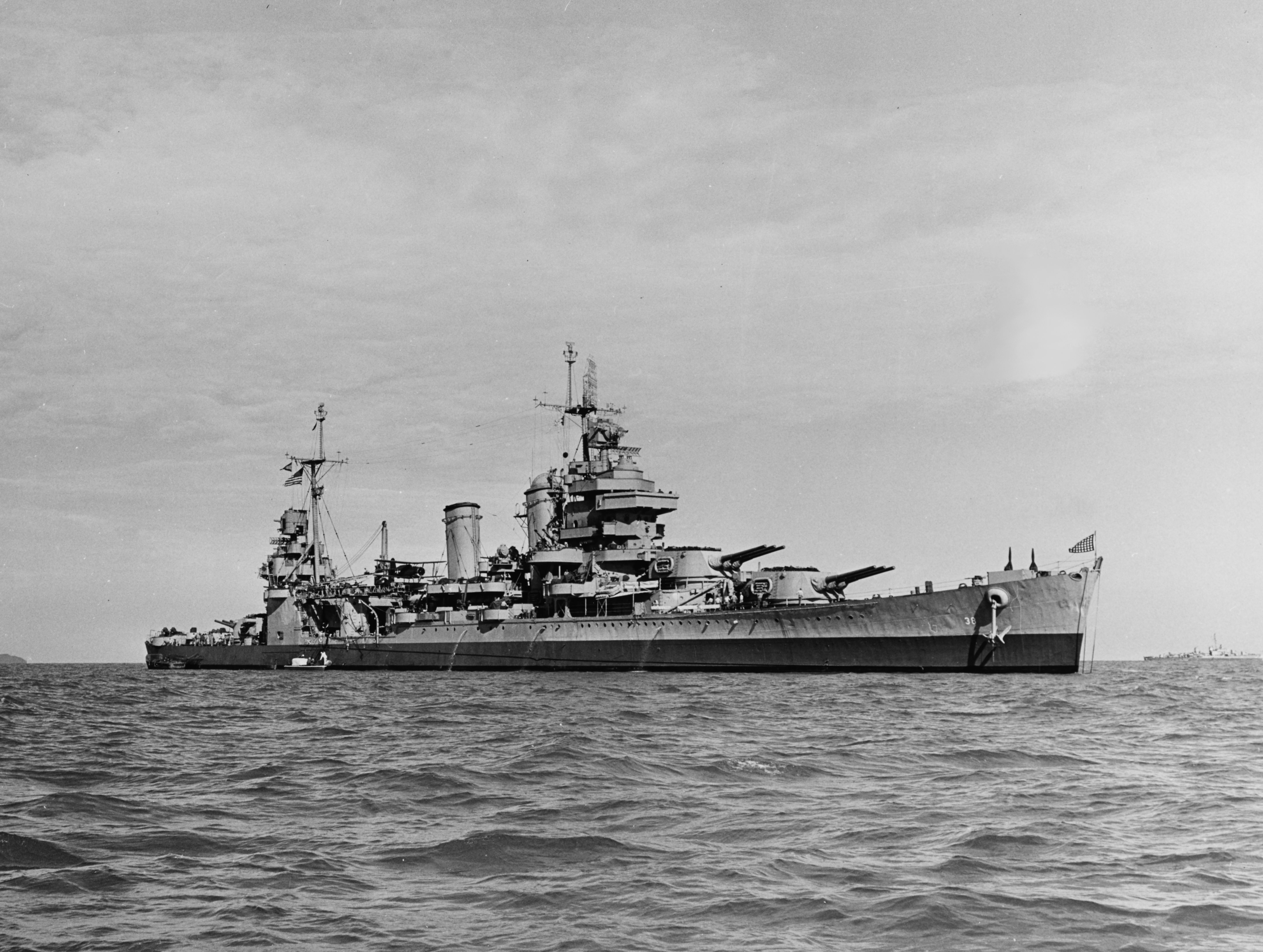
A New Orleans osztályú, 10 000 tonnás USS San Francisco (CA-38) nehézcirkáló, Kimmel zászlóshajójaként szolgált, amikor a 7. Cirkálóosztályt parancsnokolta.
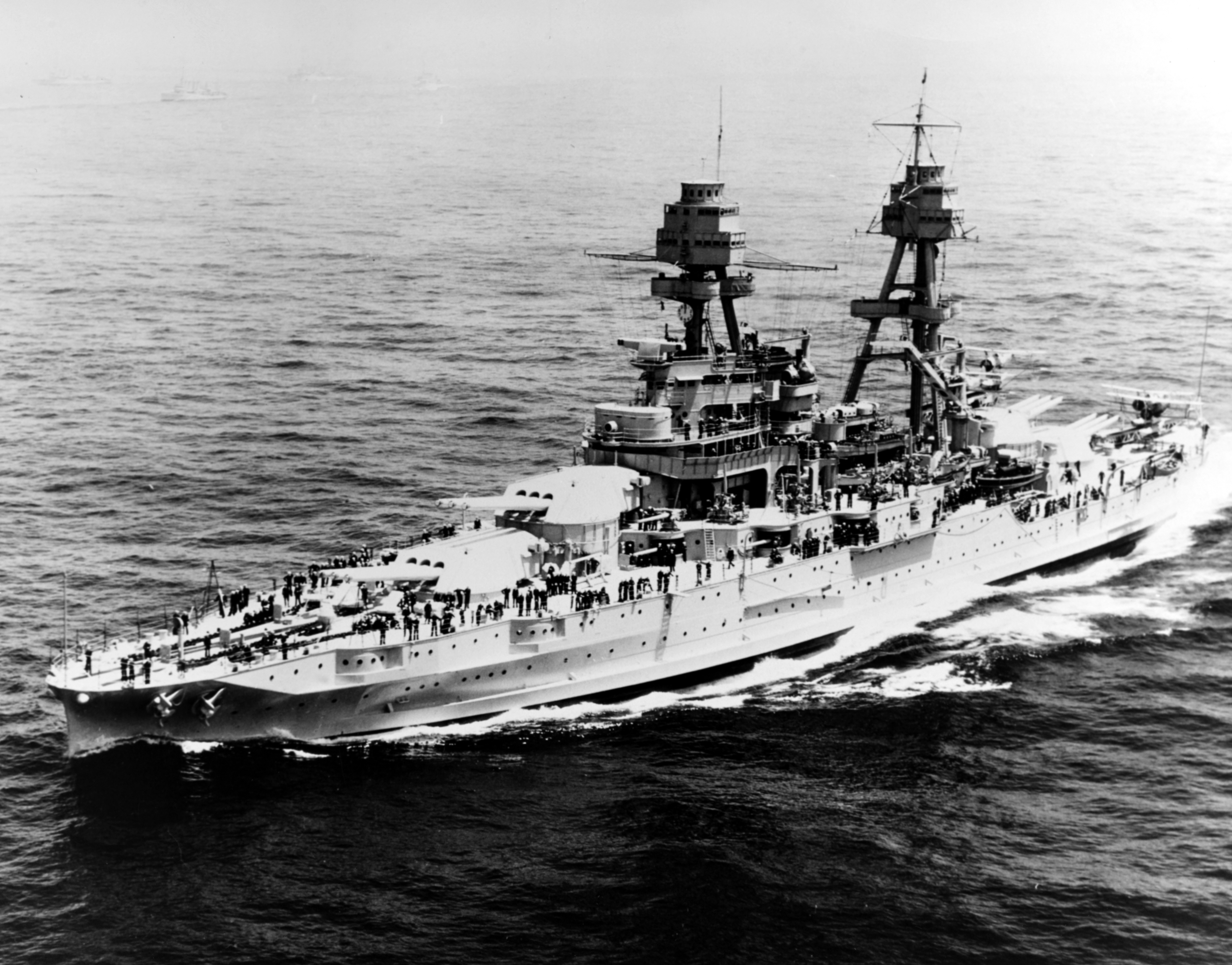
A Pennsylvania osztályú, 32 000 tonnás USS Pennsylvania (BB-38) csatahajó, a Kimmel tengernegy zászlóshajójaként szolgált, amikor a Csendes-óceáni Flotta főparancsnoka volt.
Az amerikai haditengerészet tengernagyi rangjelzése, ez volt Kimmel legmagasabb rangja, ez a második legmagasabb amerikai haditengerészeti rang.

1968-ban halt meg Grotonban, ahol visszavonulva töltötte nyugdíjas éveit.